# Strażnica WOP Żarki
Strażnica Wojsk Ochrony Pogranicza Żarki – podstawowy pododdział graniczny Wojsk Ochrony Pogranicza pełniący służbę graniczną na granicy polsko-niemieckiej.

## Formowanie i zmiany organizacyjne
Strażnica została sformowana w 1945 w strukturze 5 komendy odcinka Tuplice jako 23 strażnica WOP (Grose Sarchen). Kierownictwo strażnicy stanowili: komendant strażnicy, zastępca komendanta do spraw polityczno-wychowawczych i zastępca do spraw zwiadu. Strażnica składała się z dwóch drużyn strzeleckich, drużyny fizylierów, drużyny łączności i gospodarczej. Etat przewidywał także instruktora do tresury psów służbowych oraz instruktora sanitarnego. W 1947 została przeformowania na strażnicę III kategorii – 31 wojskowych . W związku z reorganizacją oddziałów WOP w 1948, strażnica podporządkowana została dowódcy 30 batalionu OP. Od stycznia 1951 strażnica WOP Żarki podlegała dowódcy 91 batalionu WOP. 
Od 15 marca 1954 wprowadzono nową numerację strażnic, a strażnica WOP Żarki Wielkie II kategorii otrzymała nr 31. 
W 1956 rozpoczęto numerowanie strażnic na poziomie brygady. Strażnica Żarki Wielkie II kategorii była 4. w 9 Brygadzie Wojsk Ochrony Pogranicza. W 1964 strażnica WOP nr 17 Żarki Wielkie uzyskała status strażnicy lądowej i zaliczona została do II kategorii.
22 października 1969, na bazie rozformowywanej strażnicy, utworzono szkolną strażnicę techniczną Lubuskiej Brygady WOP. W 1976 zlikwidowano strażnicę szkolną.

## Ochrona granicy
W 1960 18 strażnica WOP Zasieki II kategorii ochraniała odcinek granicy państwowej od długości 7 000 m:
- Włącznie od znaku granicznego nr 304, wyłącznie do znaku gran. nr 320.

W 1968 zainstalowano i włączono do eksploatacji urządzenia podczerwieni typu US-2 na całym odcinku strażnicy Żarki.

## Strażnice sąsiednie
- 22 strażnica WOP Łęknica ⇔ 24 strażnica WOP Olszyna – 1946.

## Dowódcy strażnicy
- ppor. Gustaw Mikołajczyk (był w 10.1946)[c]
- por. Leopold Popiel (do 1951)
- plut. Stefan Rawicki p.o.
- chor. Edward Czekaj (1952–1953)
- ppor. Wacław Fagas (1953–1955)
- por. Jan Książek (1955–1956)
- por. Stanisław Sygnowski (1956–1962)
- por. Henryk Śniadek (1962–1964)
- por. Jan Pałka (od 1964)
- kpt. Jan Królikowski (24.11.1969–27.10.1971)
- por. Władysław Przyłucki (od 21.11.1971)

Wykaz dowódców strażnicy poniżej podano za Józef Ostrowski: Lubuska Brygada Wojsk Ochrony Pogranicza 1945–1989. Ludzie – wydarzenia. s. 18.
- kpt. Władysław Przyłucki
- kpt. Jan Królikowski
- por. Jan Gajda
- kpt. Henryk Śniadek.